# Kostel Stětí svatého Jana Křtitele (Hranice)
Kostel Stětí svatého Jana Křtitele je římskokatolický chrám ve městě Hranice v okrese Přerov. Jednolodní barokní kostel podle projektu architekta Františka Antonína Grimma byl vystavěn v letech 1754–1763 a vysvěcen roku 1764. Je chráněn jako kulturní památka. Jde o farní kostel farnosti Hranice na Moravě.

## Historie
Původní hranický farní kostel stával na dnešním Školním náměstí. Byl zasvěcen svatému Janu Křtiteli, od 30. let 18. století je však uváděno zasvěcení Stětí svatého Jana Křtitele. Během švédského dobývání města Hranice v říjnu 1645 byl kostel vypleněn a vypálen. Následné provizorní opravy nedokázaly zabránit postupnému chátrání kostela. Na žádost hranického faráře Jana Josefa Stržínka vyslal roku 1752 majitel panství Karel Maxmilián z Ditrichštejna komisi, která měla zhodnotit stavební stav kostela. Komise kostel prohlásila za nevyhovující a doporučila vystavět na jiném místě kostel nový. Jako nejvhodnější místo bylo zvoleno dnešní Masarykovo náměstí.
Projekt nového kostela, rozměrově odpovídajícího starému, připravil ditrichštejnský architekt František Antonín Grimm. Samotnou výstavbu prováděl mistr J. A. Slováček. Položení základního kamene proběhlo zřejmě roku 1754, list soběchlebského faráře Josefa Krupitzka z roku 1752 však již zmiňuje novostavbu kostela. Výstavba probíhala každoročně od dubna do října, na zimu se stavba zakonzervovávala. Stavba bez vnitřního vybavení byla dokončena 16. října 1763. Kostel vysvětil dne 24. června 1764 olomoucký biskup Maxmilián z Hamiltonu. Starý kostel byl stržen údajně nejdříve roku 1766.
V době vysvěcení nebylo vnitřní zařízení kostela stále hotovo, dokončení se protahovalo z důvodu nedostatku financí. Ještě roku 1767 byly kompletní pouze dva boční oltáře, hlavní oltář byl pouze v provizorním stavu, dokončení se dočkal teprve v 80. letech. Druhá dvojice bočních oltářů byla dohotovena až po roce 1814.
První opravy kostel podstoupil na počátku 19. století. Větší opravy interiéru byly provedeny v letech 1857–1858, v roce 1879 proběhla výmalba nástropních maleb. Během další rekonstrukce v 70. letech 20. století byla opravena fasáda a také odstraněny nástěnné malby v interiéru. Poslední renovace interiéru proběhla roku 1995. V dubnu 2019 došlo k sejmutí špice sanktusníkové věžičky, která se ocitla v havarijním stavu.

## Architektura
Kostel Stětí svatého Jana Křtitele stojí v centru města, na jižní straně Masarykova náměstí. Je to neorientovaná obdélná stavba vystavěná v severojižní ose. Kněžiště na jižní straně je půlkruhové a odsazené od lodi. Po stranách kněžiště stojí patrové přístavby kaple a sakristie, s oratořemi nahoře. Severní stranu kostela zakončuje vstupní útvar s hranolovou zvonicí. Jeho průčelí je členěno pilastry, boční fasády lodi pokrývají vpadlé výplně. Vrchol stavby obkružuje plastické římsové kladí. Klenbu kněžiště tvoří kupole sedící na pendantivech, loď je zaklenuta plackami mezi pasy. Boční přístavby mají pruskou klenbu. Patky klenby lodě a kněžiště sedí na průběžném římsovém kladí nesenými pilastry (kněžiště) a přízedními pilíři (loď). Ve vstupním útvaru se nachází hudební kruchta, vespod s plackovou klenbou a hranolovými pilíři.

## Zařízení
Zařízení kostela je jednotné, ze 60. a 70. let 18. století. Na výzdobě se podíleli sochaři František Ondřej Hirnle, Jan Adam Nesmann, Václav Böhm, štukatér a řezbář František Gallaš, malíři Josef Stern, Josef František Pilz a Johann Nepomuk Steiner.
Hlavní oltář tvoří mensa se skříňovým tabernáklem a zděného sloupového retabula, v něm je zasazen obraz Stětí sv. Jana Křtitele z roku 1762 od Josefa Sterna. Štuková výzdoba pochází od F. O. Hirnleho. V lodi jsou umístěny dvě dvojice protějškových bočních oltářů se štukovou výzdobou. První dvojici tvoří oltáře sv. Josefa a Příbuzenstva Kristova, s obrazy Josefa Sterna a J. F. Pilze. Sochařská výzdoba je od J. A. Nesmanna. Druhá dvojice z let 1772–1773 sestává z oltářů sv. Jana Nepomuckého a Utrpení Pána Ježíše. Jejich malířskou výzdobu vytvořil J. N. Steiner, autorem sochařských prací je V. Böhm.
V boční kapli se nalézá malý baldachýnový oltář Bolestné Panny Marie, se štukovou výzdobou od F. Gallaše. Další vybavení kostela tvoří křtitelnice a kazatelna, s výzdobou od J. A. Nesmanna. Obraz pod baldachýnem křtitelnice namaloval J. N. Steiner.
Kostelní varhany pocházejí z roku 1767, zhotovil je Jan Výmola. Ve věži visí dva zvony, větší je datován rokem 1499 a zdobený reliéfy. Menší je ulitý olomouckým zvonařem Václavem zhruba ve stejné době a je opatřen nápisovým vlysem. V sanktusníku visí zvon z roku 1829 od zvonaře Františka Mikuláše Stankeho.

## Galerie

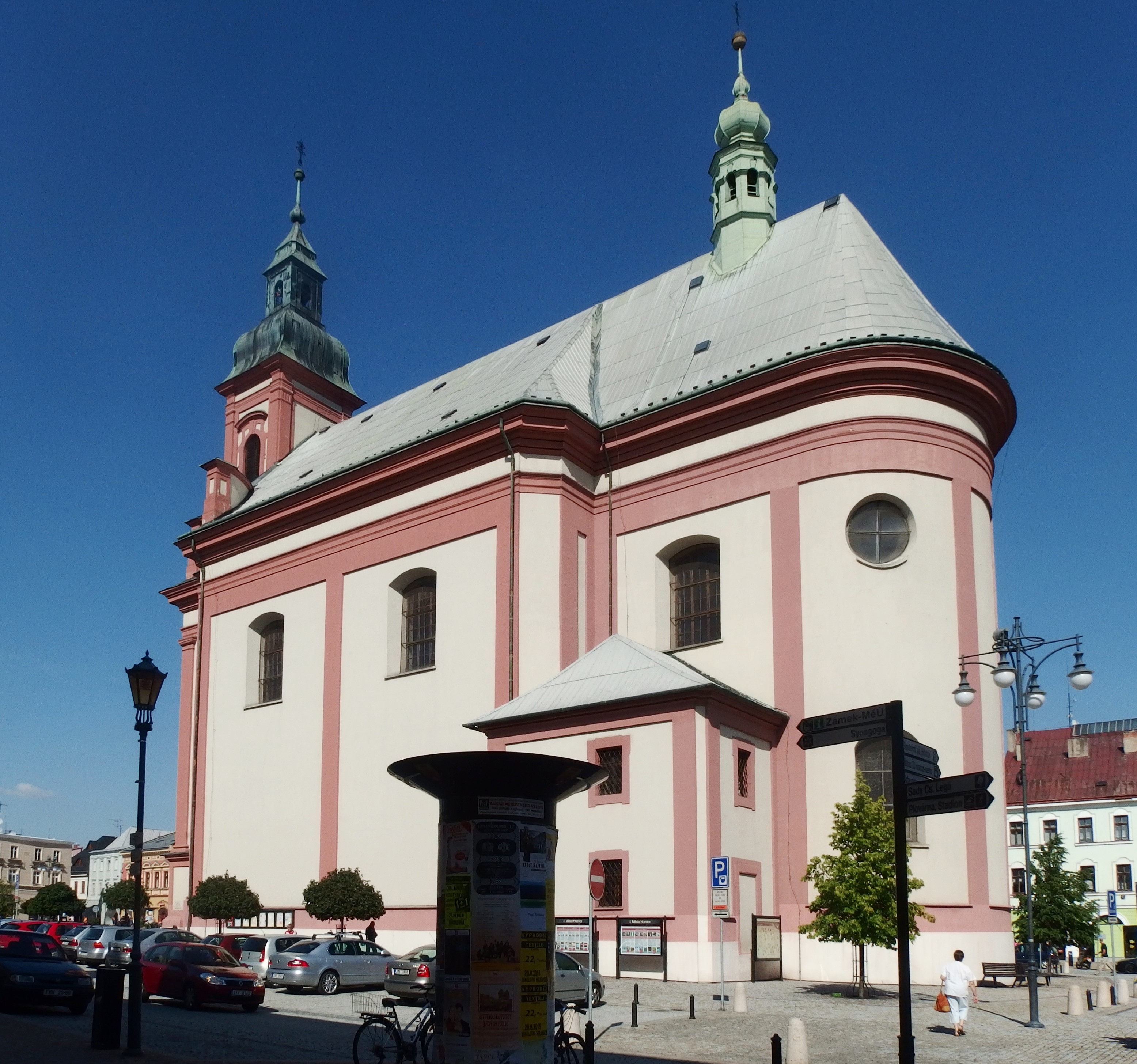
pohled od jihozápadu
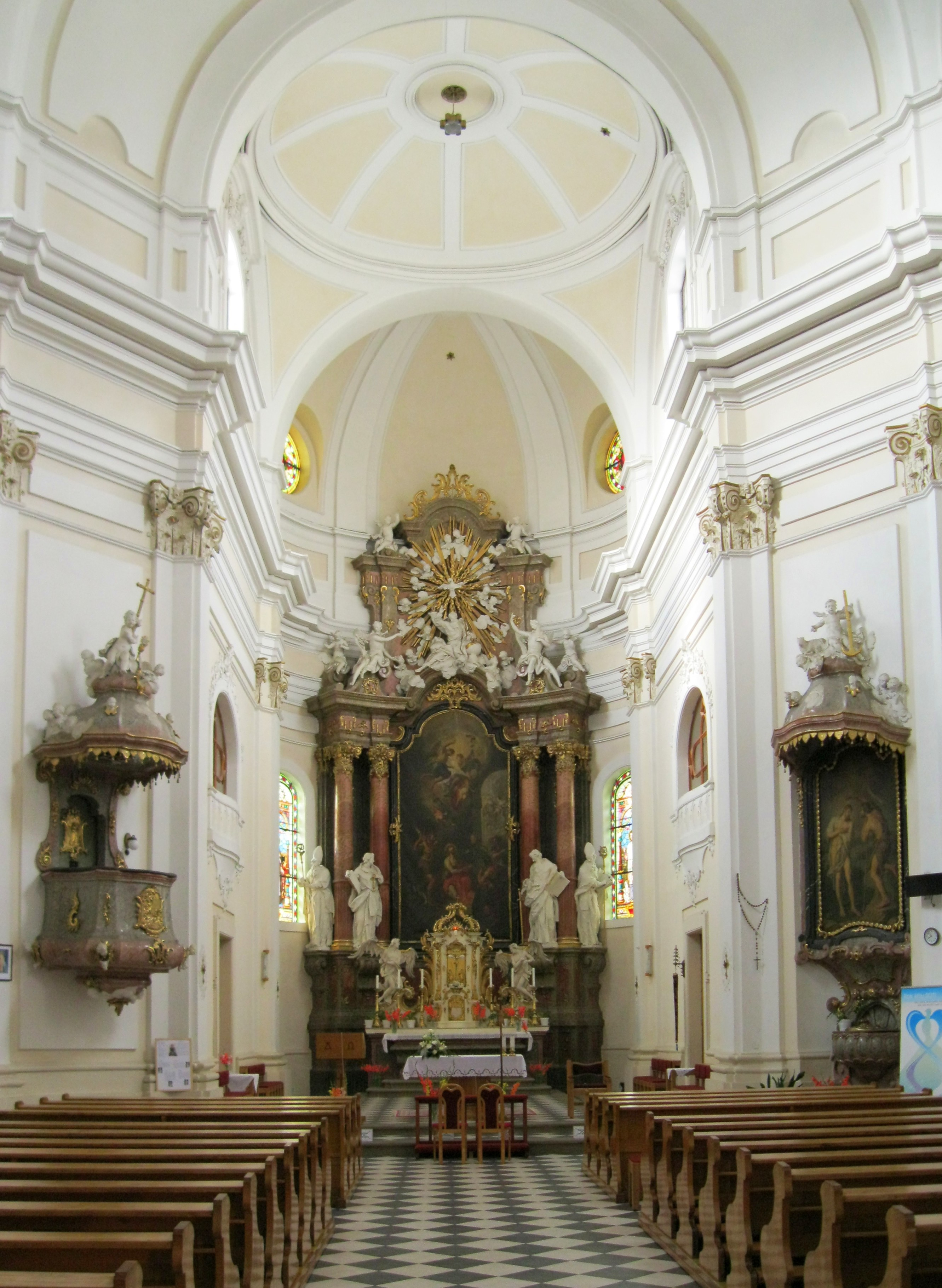
kněžiště s hlavním oltářem, po stranách kazatelna a křtitelnice
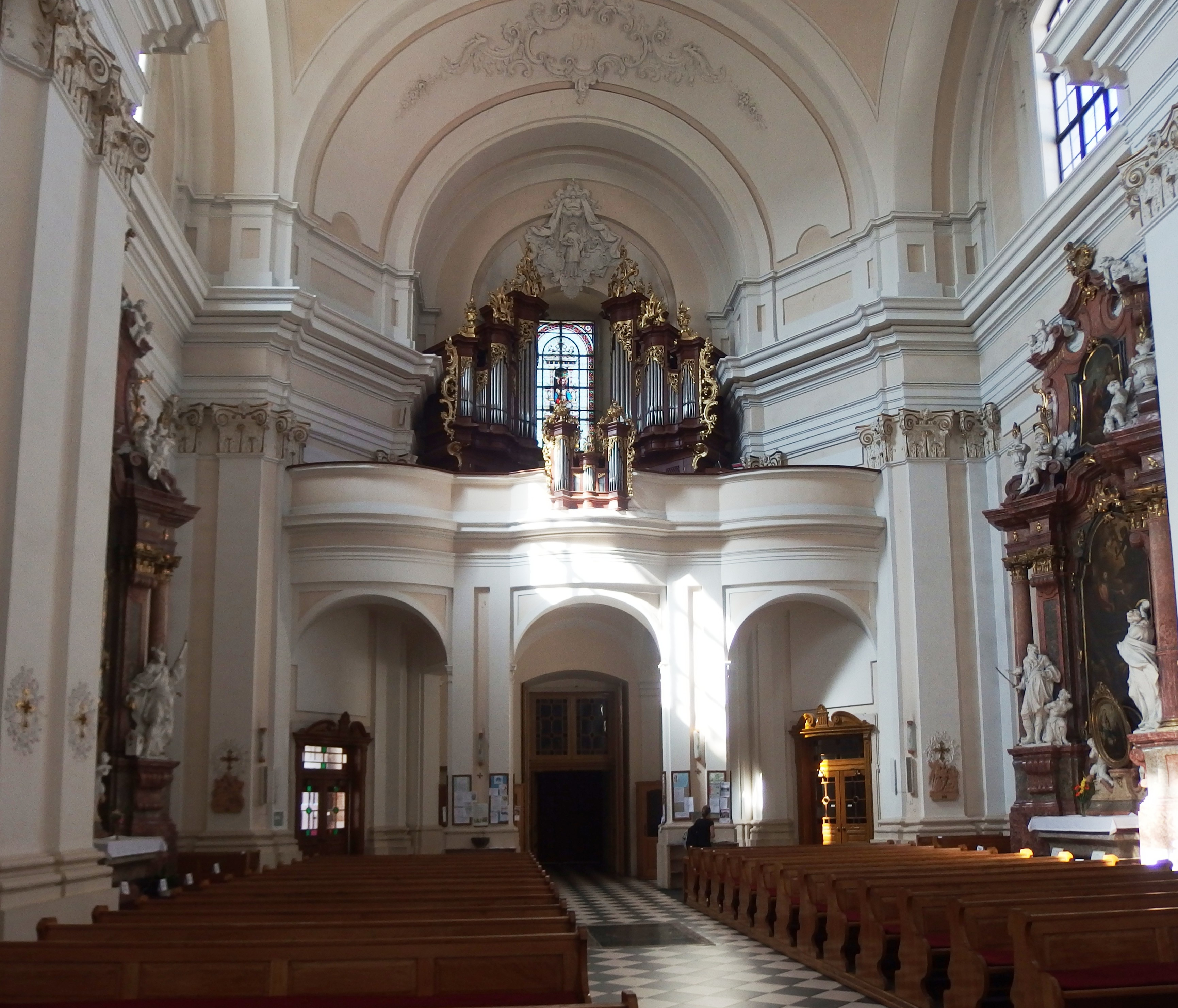
kruchta s varhanami, po stranách boční oltáře